# История Филиппин

## Доисторический период
Начиная с V века на территории современных Филиппин сформировалась цивилизация, основанная на смешении различных культур и народностей. Коренное население островов — в расовом отношении негритосы, представленные такими народами, как аэта, — преодолели доисторические земли и материковые ледники и, в конце концов, поселились в пышных лесах островов. Позднее через Тайвань на острова пришли говорящие на австронезийских языках переселенцы из Южного Китая. Последние оседали на плодородных землях побережья, прибывших ранее представителей австралоидного населения. Китайские купцы прибыли в VIII веке.

## Ранняя история
Принадлежавшие в VII—XV веках индо-малайским морским королевствам, Филиппины были открыты для европейцев Фернандо Магелланом (который там и погиб, вмешавшись в междоусобную борьбу) в 1521 году.
XIV век — высадка арабов. Ко времени прибытия первых европейцев на севере островов (на территории нынешней Манилы) правили раджи, которые в силу исторических условий платили дань государствам юго-восточной Азии, а именно королевству Шривиджая. Однако по существу Филиппинские острова уже тогда являлись самодостаточными и обладали собственным внутренним управлением.

### Королевство Тондо
Тондо — средневековое филиппинское царство, которое находилось в Манильском заливе, в частности, к северу от реки Пасиг, на острове Лусон. Упомянуто в ранних Филиппинских исторических записях: Laguna Copperplate Inscription. Существовало по крайней мере с 900 года; в XV веке подверглось исламизации.

## Испанский период (1521—1898)
- 1521 — испанская экспедиция во главе с Фернандо Магелланом высаживается на Филиппинах.
- 1565 — 27 апреля испанский конкистадор Мигель Лопес де Легаспи в сопровождении четырёхсот вооружённых солдат прибыл в Себу и основал первое испанское поселение на территории островов. Острова с 1543 стали называться Филиппинами в честь испанского короля Филиппа II. Территория подчинялась вице-королю Новой Испании. Установлено морское сообщение по пути Урданеты (Акапулько-Манила). Широкое распространение получили испанский язык и католицизм, за исключением южных мятежных островов, населённых мусульманами.
- 1571 — 9 июня основание де Легаспи новой испанской столицы Манилы; гибель местного раджи Сулеймана в сражении при Бангкусае.

- 11 октября 1719 года — убийство генерал-губернатора Фернандо Бустаманте и Руеды сторонниками арестованного им архиепископа Манилы Франсиско де ла Куэста.
- В 1762 году после жестокой битвы Манилу захватили колониальные войска Великобритании из Восточной Индии, однако на следующий год она была возвращена Испании. Британскому приходу обрадовалось туземное население, решив, что теперь больше не будет «ни короля, ни священника, ни губернатора», и Диего Силанг собрал в городе Виган альтернативное правительство. Антииспански были настроены мусульмане и местная китайская диаспора.
- К XIX веку появилась прослойка из испаноязычных католиков-филиппинцев, креолов и метисов, которые стали лидерами борьбы за независимость. Хосе Рисаль, самый знаменитый пропагандист, был арестован и казнён в 1896 году за подрывную деятельность. Вскоре после этого началась Филиппинская революция, руководимая обществом «трёх К» (Kataastaasan at Kagalang Katipunan ng mga Anak ng Bayan), или «Катипунан», — тайное революционное общество, основанное Андресом Бонифасио и позднее возглавляемое Эмилио Агинальдо. Революционерам почти удалось изгнать испанцев к 1898.

На протяжении почти всего правления испанцев на Филиппинах вспыхивали восстания, которые не завершались успехом. Кроме того, испанские колонизаторы вели непрекращающуюся войну с мусульманским населением южных островов.

## Американский период (1898—1946)
В 1898 году после Испанско-американской войны Испания передала Филиппины, Кубу, Гуам и Пуэрто-Рико Соединённым Штатам Америки за 20 миллионов долларов в соответствии с Парижским мирным договором 1898 года. 12 июня 1898 года филиппинцы во главе с Эмилио Агинальдо провозгласили себя независимыми от Испании, была провозглашена Первая Филиппинская республика. Это привело к Филиппино-американской войне, которая официально закончилась в 1901 году, несмотря на то, что единичные сражения продолжались в мусульманских районах до 1913 года, где правление военной администрации (провинция Моро) было прекращено в том же году.
В 1916 году Филиппинам законом Джонса было предоставлено выборное самоуправление.
Филиппинские острова стали зависимой территорией США с собственным правительством, имевшим ограниченные полномочия (Содружество Филиппин, и только в 1935 году по закону Тайдингса — Макдаффи, единогласно принятый филиппинским конгрессом, они получили статус автономии в рамках США. Переходной период устанавливался на десятилетний период (1935—1945). В том же году была принята Конституция Филиппин, действовавшая до 1973 года. 17 сентября 1935 года были проведены первые в истории страны всенародные президентские выборы, по итогам которых 15 ноября Мануэль Кесон стал Президентом Содружества Филиппин (1935—1944). В то время, когда Филиппины были автономией, в Палате представителей Конгресса США их представлял один неизбираемый депутат (сейчас так же представлены округ Колумбия, Гуам, Пуэрто-Рико и Виргинские острова).
Во время Второй мировой войны Филиппины были оккупированы японцами (1942—1945), в ходе чего по официальным данным погибло более 80 000 филиппинцев, при этом в это число не входят погибшие в ходе боевых действий, а общие потери населения оцениваются в 120 000 человек. Во время японской оккупации на Филиппинах действовало две организации Сопротивления: объединённые отряды американцев (солдат и офицеров, бежавших из японских лагерей или сумевших скрыться в ходе захвата островов) и филиппинцев, а также коммунистическая «Народная антияпонская армия», или «Хукбалахап». К 1945 году практически весь остров Лусон контролировался повстанцами «Хукбалахап».

## Независимые Филиппины
Независимость от США была предоставлена Филиппинам 4 июля 1946 года (в День Независимости США), был заключен договор о взаимоотношениях США и Филиппин. Первым президентом Третьей республики — Независимой Республики Филиппины стал Мануэль Рохас. Однако Филиппины продолжали сильно экономически и политически зависеть от США. США получили в аренду территории на 99 лет для своих военных баз. В 1967 года срок аренды был сокращён до 25 лет. Администрация Рохаса предоставила амнистию всем, кто сотрудничал с японцами во время оккупации, за исключением лиц, совершивших насильственные преступления.
Народная антияпонская армия Хукбалахап, сформированная Коммунистической партией Филиппин, в 1946 году начала партизанскую войну, нацеленную против влияния США на правительство. Опустевшая казна, низкие экспортные цены на товары и вскрывшиеся коррупционные скандалы в правительстве привели к поддержке Хукбалахап среди крестьян.
После смерти Рохаса в 1948 году президентом стал Эльпидио Кирино. Он сумел сократить государственный долг, увеличив налоги, и успешно справился с восстанием коммунистических отрядов Хукбалахап.
В 1953 году президентом был избран Рамон Магсайсай. Он был очень популярен среди простых людей благодаря экономическим и земельным реформам. Магсайсай погиб в авиакатастрофе в 1957 году.
Его сменил Карлос Полестико Гарсия, который успешно провел переговоры с США по поводу аренды земель под военные базы. Однако его администрация стала непопулярной из-за коррумпированности.
В 1961 году президентом был избран Диосдадо Макапагал. Он проводил менее зависимую от США политику.
В 1965 году Макапагал проиграл выборы Фердинанду Маркосу. Из мероприятий, принятых в первый срок пребывания Маркоса у власти, выделяется «программа развития инфраструктуры», которая, в отличие от политики прежних администраций, в равной степени затронула все основные острова Филиппинского архипелага.
В 1968 году в ходе президентской кампании по переизбранию Маркос характеризовал положение следующим образом: «страна, где лишь у 1,1% жителей доходы составляют 20 тыс. песо и более в год, а почти 70% населения довольствуется ежегодными доходами 400 песо и ниже, находится на вершине социального вулкана, извержение которого может начаться в любой день». В 1969 году подавляющим большинством голосов Маркос был переизбран на второй срок. В 1972 году обострились отношения Маркоса с Конгрессом и политическими партиями. В этих условиях 21 сентября 1972 году президент объявил чрезвычайное положение в стране и отменил конституцию. В ответ на это началось восстание маоистской Новой народной армии.
Уже к 1973 году Маркосу удалось достичь благоприятного баланса во внешней торговле, увеличить на 60 процентов налоговые поступления, разработать и осуществить начальный этап радикальной земельной реформы, создать широкую политическую и административную базу для дальнейших преобразований и преодоления общего экономического застоя. Наиболее значительным мероприятием его правительства стало создание Национального управления экономики и развития, на которое было возложено плановое руководство экономикой. Основным направлением экономической политики был провозглашён «экономический национализм». Маркос объявил о программе создания «нового общества — общества равноправия» и «новой социальной ориентации» для улучшения жизни семей с низкими доходами посредством земельной реформы, занятости, повышения зарплаты.
В 1973 Маркос ввёл новую Конституцию (четвёртую с 1898). На протяжении своего правления им практиковались референдумы (конституционный референдум 1973, референдум 1973 (июль), референдум о законодательной и исполнительной власти 1975, конституционный референдум 1976, конституционный референдум 1977, конституционный референдум 1981, референдум 1981 (июнь)), которые, как и выборы, проходили под наблюдением военных. Провозглашая главной задачей достижение политического и экономического равенства, обеспечение прав человека, он отправил в тюрьму по различным уголовным обвинениям большинство оппозиционных ему деятелей, в частности — генерального секретаря Либеральной партии Бенигно Акино, а также видных представителей академического мира, журналистов, промышленников, нередко прибегая к экспроприации их собственности. Многие деятели, спасаясь от преследований, были вынуждены эмигрировать.
В 1974 году была легализована Коммунистическая партия Филиппин, коммунисты были освобождены из тюрем, а партия прекратила вооружённую борьбу. Президент констатировал, что «лидеры Компартии Филиппин прекратили антиправительственную деятельность и сдались правительству». «Более коварной опасностью» для правительства, нежели коммунистическое и повстанческое движение, он считал «действующие с помощью легальных средств правые группы». Маркосу также удалось в основном справиться с «частными армиями», обладавшими большим числом единиц огнестрельного оружия, чем вооружённые силы государства, и «политическими военачальниками» — так называемыми «пулитико», торговавшими властью в филиппинском обществе, а также сократить организованную преступность за счёт непосредственной опоры на военных. Ему удалось и локализовать сепаратистское движение на островах Минданао и Сулу, хотя и в значительно меньшей степени.
В 1981 году Маркос повторно побеждает на выборах. 21 августа 1983 был убит Бенигно Акино, давний соперник Маркоса, которого считали единственно способным возглавить и объединить оппозицию маркосовскому режиму.
7 февраля 1986 года прошли досрочные президентские выборы. Противником Маркоса была Корасон Акино, вдова Бенигно Акино. Подтасовки результатов были отмечены с обеих сторон. Победителем объявили Маркоса, но Корасон Акино призвала к массовому протесту и получила мощную поддержку Католической церкви, а затем и армии. В стране начались волнения, произошёл военный переворот. Маркос бежал на Гавайи, в США. За годы правления Маркос, его семья и приближенные стали владельцами прибыльных предприятий, недвижимости и крупных счетов в швейцарских банках.
Корасон Акино вступила в должность президента 25 февраля 1986 года. Её приход к власти стал символом демократических реформ. Была принята новая конституция Филиппин, проведены законодательные реформы во многих отраслях. 27 июля 1987 года был подписан указ об аграрной реформе, рассчитанной на 5 лет (ограничивалось крупное землевладение, получающим земельные наделы обещались кредиты; реформа затронула также одну из крупнейших сахарных плантаций в стране, принадлежавшую семье К. Акино). Акино также удалось добиться вывода американских военных баз из страны.
В 1986—1987 годах произошло шесть попыток военного переворота. Самая крупная — шестая — произошла 28 августа 1987 года, в ходе мятежа было убито 53 человека и ранено более 200, в том числе ранение получил сын Корасон Акино, а лидеры мятежа и несколько сот их сторонников ушли в горы. В ходе седьмого мятежа в январе 1989 г. погибло 99 человек. В ходе мятежа 1 декабря 1989 года (участвовали около 6 тысяч военнослужащих) были обстреляны с воздуха президентский дворец, штаб армии и штаб-квартира полиции, захвачены крупнейшая база ВВС и столичный форт, мосты в столице и одно из зданий телевидения; к приходу к власти была готова группа военных во главе с лидером путча августа 1987 года полковником Грегорио Онасаном и пятью генералами; после обращения К. Акино за помощью к США путч пошёл на спад и к 5 декабря был подавлен, погибло более 100 человек.
16 июля 1990 года на острове Лусон произошло землетрясение магнитудой 7,8. Погиб 1621 человек.
К. Акино отказалась выставить свою кандидатуру на президентских выборах в 1992 году и поддержала нового кандидата — министра обороны Фиделя Рамоса, который и победил на выборах. При Рамосе было достигнуто мирное соглашение с Фронтом национального освобождения Моро, сепаратистской группировкой, которая 24 года вела вооружённую борьбу за независимость на острове Минданао.
В 1998 году президентом был избран Джозеф Эстрада. Он пользовался большой популярностью среди бедных слоёв населения. В 2000 г. Эстрада объявил «тотальную войну» против Исламского фронта освобождения Моро и правительственным силам удалось нанести серьёзный урон сепаратистам.
Однако в октябре 2000 года Эстрада был обвинён в получении взятки от нелегального бизнеса азартных игр и начались массовые уличные протесты с требованием его импичмента. В итоге 20 января 2001 года Эстрада ушёл в отставку.
Президентом стала вице-президент Глория Макапагал-Арройо. В течение своего первого срока Арройо пришлось бороться со сторонниками Эстрады, которые дважды устраивали крупные акции неповиновения в Маниле, так что Арройо приходилось вводить чрезвычайное положение. Позднее сама Арройо, а также её муж были обвинены в коррупции. Всё это привело к резкому падению популярности Арройо. Тем не менее в 2004 году она была переизбрана на новый срок. В сентябре 2005 года попытка группы сенаторов инициировать импичмент Арройо провалилась.
В 2010 году президентом был избран Бениньо Акино-младший.
15 октября 2013 года на острове Бохоль произошло землетрясение магнитудой 7,2. 222 человека погибли, 8 пропали без вести и 976 человек получили ранения.
В 2016 году президентом был избран мэра города Давао Родриго Дутерте. Он сделал себе имя на борьбе с наркоторговлей, которую вёл, не гнушаясь никакими методами: наркоторговцев убивали без суда и следствия. Став президентом, он продолжил ту же политику. В сентябре 2016 года стало известно, что на Филиппинах уже убито 2400 наркоторговцев. По сообщениям из официальных источников Министерства внутренних дел Филиппин, властям сдались ещё 700 000 наркоторговцев и наркозависимых людей, чтобы избежать расправы.
На президентских выборах 2022 года президентом был избран Фердинанд Ромуальдес Маркос-младший, сын бывшего президента Фердинанда Маркоса.